# Los Angeles Chargers
A Los Angeles Chargers egy professzionális amerikai futball-csapat a Kalifornia állami Los Angelesből. Az American Football Conference (AFC) nyugati divíziójának a tagja a National Football League-ben (NFL). A klubot 1959. augusztus 14-én alapították, mint Los Angeles Chargers, és a csapat 1960. szeptember 10-én debütált, az amerikai futball-liga (AFL) alapítótagjaként. A klub az első szezonját Los Angelesben töltötte, mielőtt 1961-ben elköltözött San Diegóba. A Chargers 2017-ben költözött vissza Los Angelesbe.

## Története
A Chargers ötször érte el az AFL playoff szakaszát, ebből négyszer játszott bajnoki döntőt és egyszer (1963) meg is nyerte azt, mielőtt csatlakozott az NFL-be (1970) az AFL-NFL egyesülése során. Az ezt követő 34 évben a Chargers hétszer szerepelt a playoffban és háromszor az AFC döntőjében. Az 1994-es szezon végén a Chargers a San Francisco 49ers ellen játszotta a 29. Super Bowlt és kikapott 49-26-ra. A Chargers hat játékost és egy edzőt adott a Pro Football Hall of Fame-be: Lance Alworth (WR, 1962–1970), Fred Dean (DE, 1975–1981), Dan Fouts (QB, 1973–1987), Sid Gillman (vezetőedző/elnök 1960–1969, 1971), Charlie Joiner (WR, 1976–1986), Ron Mix (OT, 1960–1969) és Kellen Winslow (TE, 1979–1987).